# Abutilon bussei
Abutilon bussei là một loài thực vật có hoa trong họ Cẩm quỳ. Loài này được Gürke ex Ulbr. mô tả khoa học đầu tiên năm 1912.